# Шпаєрська лінія

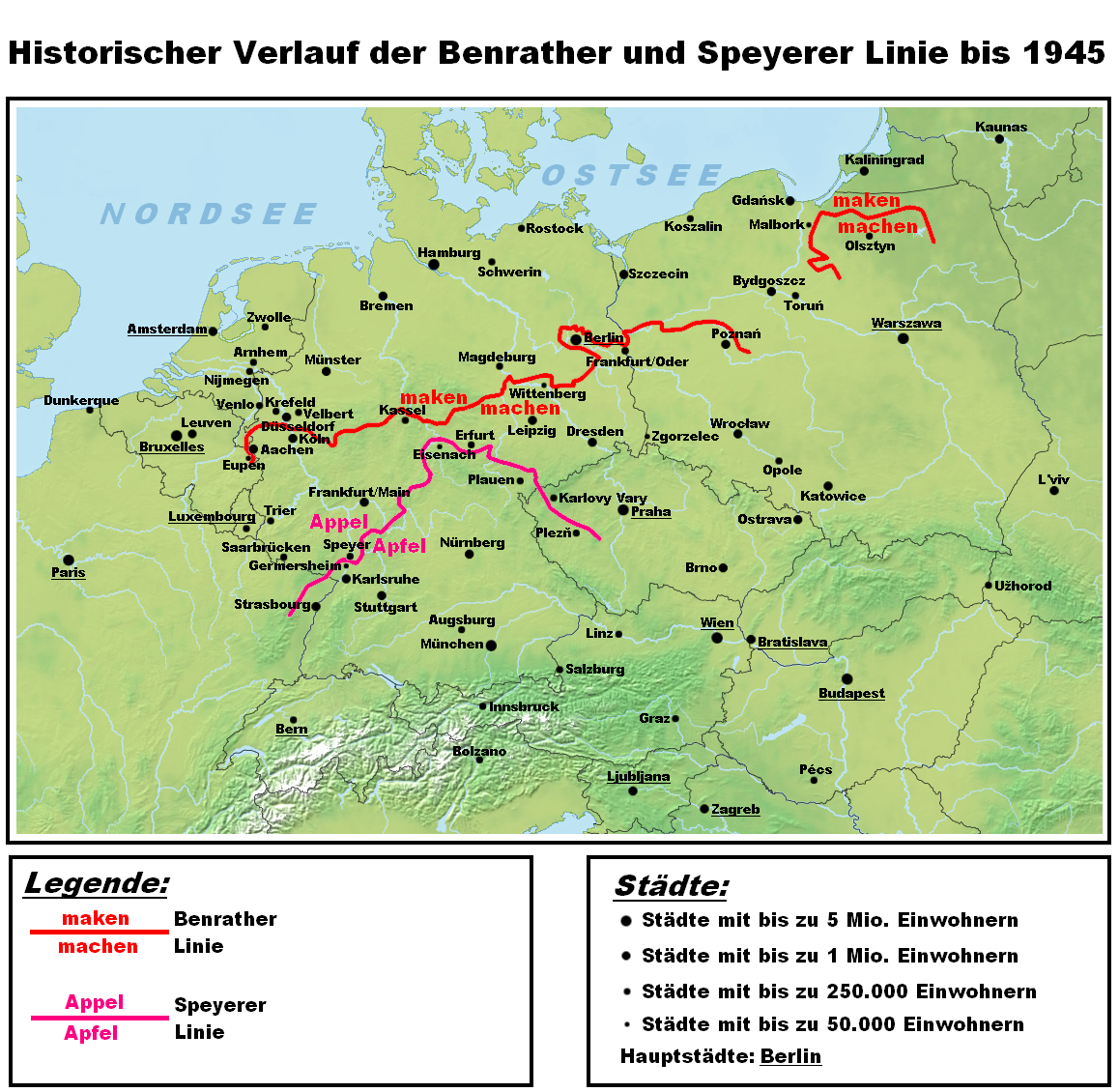
Шпаєрська лінія (знизу) як межа між центральнонімецькими та верхньонімецькими діалектами.

Шпаєрська лінія, також відома як лінія Appel-Apfel(дві форми слова яблуко) — ізоглоса в західногерманському діалектному континуумі, яка відокремлює верхньонімецькі діалекти від середньонімецьких. Зазвичай розглядається як південна межа центральнонімецької мовної області, яка на півночі обмежена з Бенратською лінією. На південь від Шпаєрської лінії розташована область верхньонімецьких діалектів. Оскільки лінія Шпаєра кілька разів перетинає Майн у містах Фаульбах, Фройденберг та Гросгойбах, її також називають Майнською лінією. У районі гірського масиву Шпесарт вона також відома під регіональною назвою Äppeläquator (яблучний екватор).

## Проходження лінії
Шпаєрська лінія починалася на північ від Пільзена і перетинала німецько-чеський кордон південніше міста Карлові Вари. Після 1945 року ізоглоса втратила своє значення на території Чехії, оскільки німецько-богемські діалекти поступилися місцем чеській мові внаслідок депортації судетських німців. Лінія пролягає гірськими масивами Ерц та Ельстер, далі Тюринзьким лісом до гірського масиву Рьон (це приблизно відповідає містам Плауен — Рудольштадт — Арнштадт — Айзенах).
Поблизу міста Фаха Шпаєрська лінія зустрічається з Гермерсхаймською лінією, разом з якою вона слідує до Гемюндена, перш ніж знову відокремитися від Гермерсхаймської лінії. Тепер лінія проходить західним боком масиву Шпесарт і кілька разів перетинає Майн у районі так званого Майнського чотирикутника.
Поблизу Ебербаха ізоглоса перетинає Некар, а на південь від міст Шпаєр вона перетинає Рейн. Шпаєрська та Гермерсхаймська лінії знову зустрічаються у Гермерсгаймі і разом йдуть вздовж Рейна на південь до німецько-французького кордону. На південь від Карлсруе, а саме поблизу міста Еттлінген, Карлсруйська лінія перетинає Рейн, перетинає німецько-французький кордон і зустрічається із Шпаєрською лінією поблизу Вайсенбурга. Усі три ізоглоси закінчуються разом у Вогезах.

## Джерело та література
- Werner König: dtv-Atlas zur deutschen Sprache. 9. Aufl. Dtv, München 1978, ISBN 3-423-03025-9